# Roesebeckstraße
Die Roesebeckstraße in Hannover folgt einem schon im 18. Jahrhundert im heutigen Stadtteil Hannover-Linden-Süd bekannten Weg in die „Lindener Ohe“ und dem später dort an der Ihme eingerichteten Flussbadeanstalt. Der Weg in die „Ohe“ wurde später Teil der Auestraße im Osten, während der westliche Teil im Jahr 1872 Teil der Hengstmannstraße wurde.
Von 1907 bis 1909 wurde nach Plänen des Architekten Georg Fröhlich der heute denkmalgeschützte Teil des Krankenhauses Siloah errichtet.
1977 wurde der in die Lindener Ohe führende östliche Teil der Hengstmannstraße in Erinnerung an die Verdienste des ärztlichen Krankenhausleiters Curt Roesebeck in Roesebeckstraße umbenannt.

## Persönlichkeiten
Zu den bekannten Einwohnern in der Roesebeckstraße zählten beispielsweise der Sportfunktionär Walter Wülfing (1901–1986), nach dem später das Walter-Wülfing-Ufer an der Ihme benannt wurde.